# Kreola
A Kreola francia-portugál eredetű női név, jelentése: kreol.

## Gyakorisága
Az 1990-es években nem lehetett anyakönyvezni, a 2000-es években nem szerepel a 100 leggyakoribb női név között.

## Névnapok
- április 5.
- április 7.
- június 15.

## Külső hivatkozások
- Az MTA Nyelvtudományi Intézete által anyakönyvi bejegyzésre alkalmasnak minősített utónevek jegyzéke